# Chueca (Toledo)
Chueca ist ein Dorf und eine zentralspanische Gemeinde (municipio) mit 249 Einwohnern (Stand: 2024) in der Provinz Toledo in der Autonomen Gemeinschaft Kastilien-La Mancha.

## Lage
Chueca liegt etwa 16 Kilometer südsüdöstlich von Toledo in der historischen Provinz La Mancha in einer Höhe von ca. 740 m. 
Das Klima im Winter ist rau, im Sommer dagegen trocken und warm; der Regen (ca. 453 mm/Jahr) fällt überwiegend in den Wintermonaten.

## Bevölkerungsentwicklung
| Jahr      | 1970 | 1981 | 1991 | 2001 | 2011 | 2021 |
| Einwohner | 367  | 262  | 251  | 261  | 264  | 253  |

## Sehenswürdigkeiten

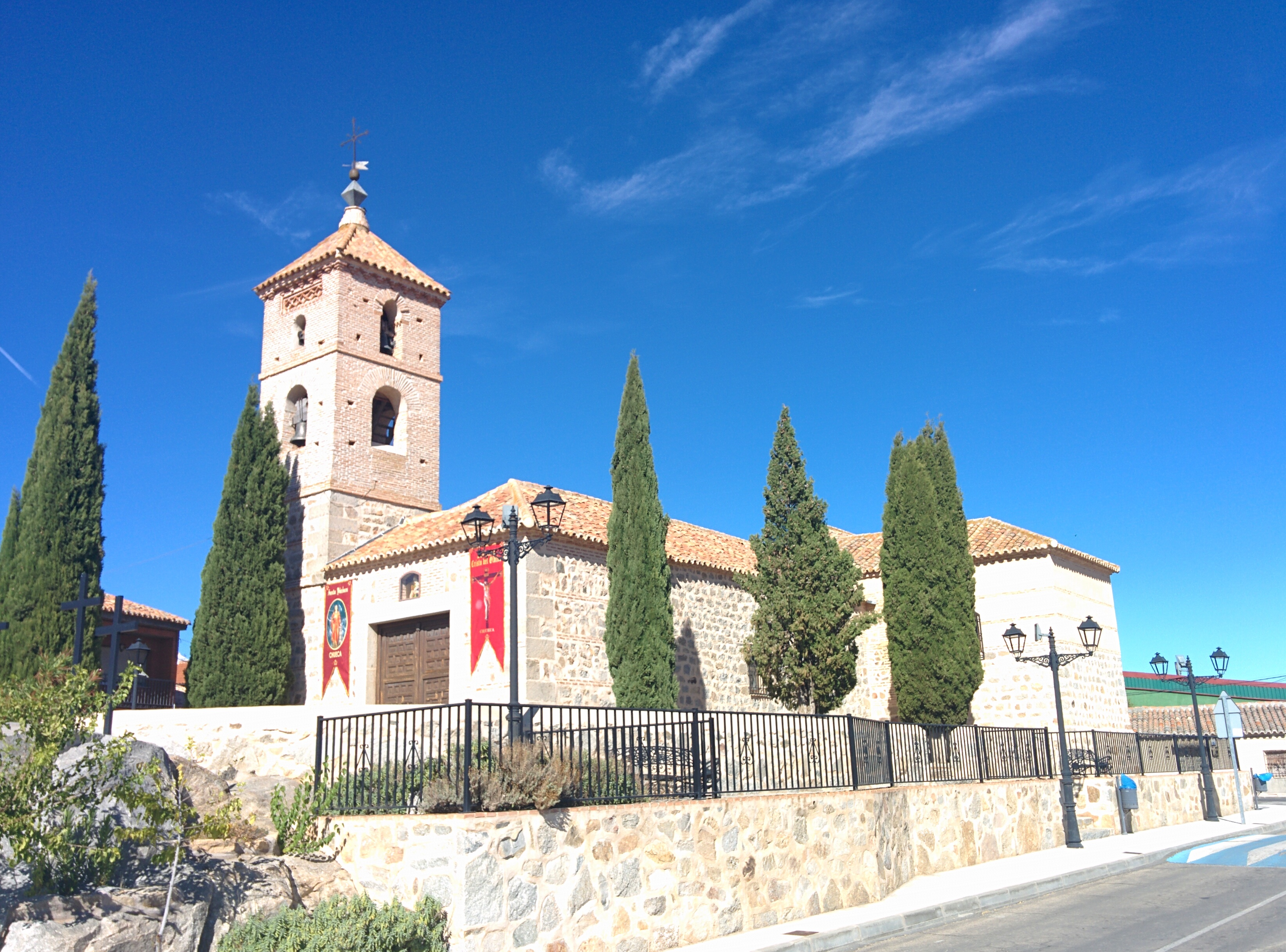
Magdalenenkirche
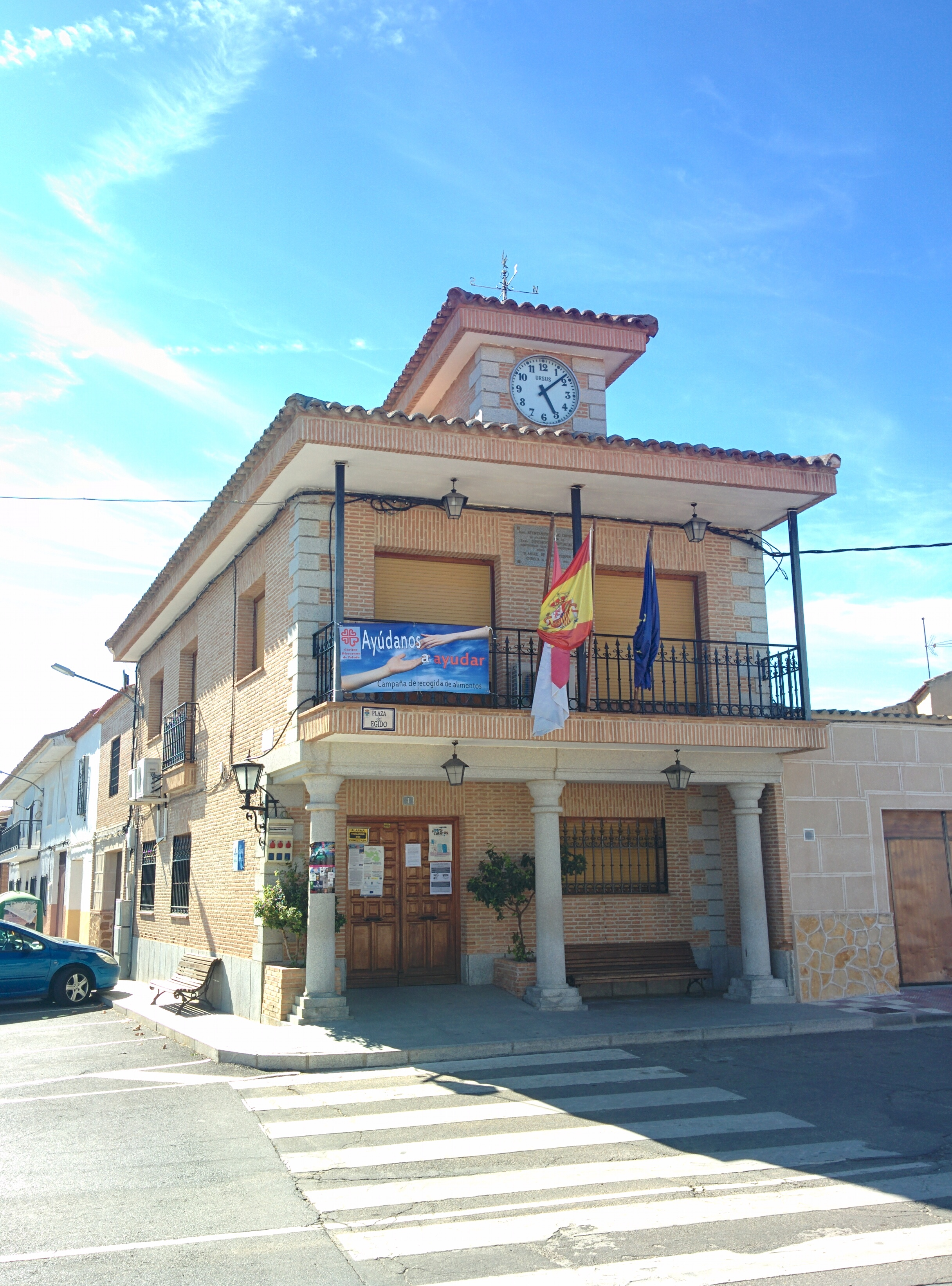
Rathaus

- Magdalenenkirche
- Rathaus